# 熊坂光希
 熊坂 光希（くまさか こうき、2001年4月15日 - ）は、埼玉県三郷市出身のプロサッカー選手。Jリーグ・柏レイソル所属。ポジションはミッドフィールダー（セントラルミッドフィールダー）。日本代表。

## 来歴

### プロ入り前
中学生時代から柏レイソルのアカデミーに所属。U-18昇格後は高校2年時に右膝半月板を損傷した影響もあり、Aチームの試合に絡む機会はほとんどなく、高円宮杯 JFA U-18サッカープレミアリーグ EASTの出場は1試合のみに留まった。
高校卒業後は東京国際大学へ進学し、ボランチとしてプレー。4年時には関東大学サッカーリーグ戦1部・ベストイレブンに選出された。
2023年7月20日、2024シーズンからの柏レイソルへの加入が内定したことが発表された。

### 柏レイソル
2024年3月30日、J1第5節アルビレックス新潟戦でJリーグ初出場を果たした。
2025年はリカルド・ロドリゲス監督の下、ちばぎんカップでスタメン抜擢、開幕戦もスタメンを飾り、以降主力として定着。6月シリーズの日本代表に選出されたが、代表チームでの練習中に右膝前十字靭帯断裂の大怪我を負い、試合出場なく離脱した。

## 所属クラブ
- 彦成フットボールクラブ
- 南郷FCスポーツ少年団
- 戸ヶ崎イレブンSSS
- 柏レイソルU-15
- 柏レイソルU-18
- 東京国際大学
- 2024年 -  柏レイソル

## 個人成績
| 国内大会個人成績 | 国内大会個人成績 | 国内大会個人成績 | 国内大会個人成績 | 国内大会個人成績 | 国内大会個人成績 | 国内大会個人成績 | 国内大会個人成績 | 国内大会個人成績 | 国内大会個人成績 | 国内大会個人成績 | 国内大会個人成績 |
| 年度             | クラブ           | 背番号           | リーグ           | リーグ戦         | リーグ戦         | リーグ杯         | リーグ杯         | オープン杯       | オープン杯       | 期間通算         | 期間通算         |
| 年度             | クラブ           | 背番号           | リーグ           | 出場             | 得点             | 出場             | 得点             | 出場             | 得点             | 出場             | 得点             |
| 日本             | 日本             | 日本             | 日本             | リーグ戦         | リーグ戦         | リーグ杯         | リーグ杯         | 天皇杯           | 天皇杯           | 期間通算         | 期間通算         |
| ---------------- | ---------------- | ---------------- | ---------------- | ---------------- | ---------------- | ---------------- | ---------------- | ---------------- | ---------------- | ---------------- | ---------------- |
| 2024             | 柏               | 27               | J1               | 10               | 0                | 0                | 0                | 2                | 0                | 12               | 0                |
| 2025             | 柏               | 27               | J1               |                  |                  |                  |                  |                  |                  |                  |                  |
| 通算             | 日本             | 日本             | J1               | 10               | 0                | 0                | 0                | 2                | 0                | 12               | 0                |
| 総通算           | 総通算           | 総通算           | 総通算           | 10               | 0                | 0                | 0                | 2                | 0                | 12               | 0                |

出場歴
- Jリーグ初出場 - 2024年3月30日 J1第5節 アルビレックス新潟戦 (デンカビッグスワンスタジアム)

## タイトル

### 個人
- 関東大学サッカーリーグ戦1部・ベストイレブン : （2023年[3]）

## 代表・選抜歴

### 代表歴
- 日本代表
  - 2026 FIFAワールドカップ・アジア3次予選（2025年）